# محمود سليم
محمود سليم (من مواليد 1 سبتمبر 1991)، هو محلل كرة قدم مصري.

## مسيرته المهنية
وإلى جانب مصر، عمل في المملكة العربية السعودية.     يعمل مع منتخب مصر لكرة القدم منذ عام 2021 عندما تم اختياره من قبل كارلوس كيروش . تم تعيين سليم في عام 2019 من قبل نادي الوحدة في المملكة العربية السعودية كمحلل تحت قيادة المدرب ميدو واستمر في العمل تحت قيادة مدرب الأوروغوايني خوسيه دانييل كارينيو في النادي. قضى سليم فترة في عام 2018 ككشاف لنادي الأهلي في مصر . 